# مسفر البیشی
مسفر البیشی (انگلیسی: Misfer Al-Bishi؛ زادهٔ ۳۱ مهٔ ۱۹۸۸) یک ورزشکار اهل عربستان سعودی است.
از باشگاه‌هایی که در آن بازی کرده‌است می‌توان به باشگاه فوتبال الشعله عربستان سعودی و باشگاه فوتبال الحزم عربستان سعودی اشاره کرد.